# 六郷雄平
六郷 雄平（ろくごう ゆうへい、1991年5月1日 - 。旧姓：下山〈しもやま〉）は、愛知県出身の、日本の柔道選手である。階級は66kg級。身長167 cm。血液型はA型。組み手は左組み。得意技は内股。その後了徳寺学園の職員を経て、2020年に帰郷し、夫人とともに両親と実兄の経営する「六郷接骨院」および「六郷道場」のスタッフとしても活動している。

## 経歴
- 柔道は6歳の時に大石道場で始めた[1]。その後、母方の実家である六郷家に養子縁組し、改姓した。
- 大成中学3年の時の全国中学校柔道大会の個人戦で国士舘中学3年の伊左次雄介に準々決勝で敗れベスト8にとどまった。団体戦では、優勝を飾った[1]。
- 大成高校へ進むと、3年の時には金鷲旗で3位となった。インターハイ73kg級決勝で桐蔭学園高校3年の西山雄希を破って優勝した。団体戦では3位だった[1]。全日本ジュニアの66kg級では3位になった。なお、中学高校の1年先輩にはロンドンオリンピック81kg級で5位になった中井貴裕がいた[1]。
- 2010年に明治大学へ進学すると、1年の時には全日本ジュニアで優勝を飾った[1]。学生体重別では決勝で東海大学3年の中矢力に敗れて2位だった[1]。
- 世界ジュニアでは3回戦でチュニジアの選手にギャヴァーレで敗れた[1]。体重別団体では1年の時から4年連続で3位にとどまった[1]。4年の時には学生体重別で優勝を飾った[1]。講道館杯で3位になると、グランプリ・チェジュでIJFワールド柔道ツアー初優勝を飾った[1]。
- 2014年には了徳寺学園の職員となり、選抜体重別決勝で東海大学3年の高市賢悟に敗れるも2位となった。グランドスラム・チュメニでは決勝でブラジルのチャールズ・チバナに裏投げで敗れて2位だった。グランプリ・青島では3位になった[1]。
- 2015年には名古屋で開催された東アジア選手権の個人戦で優勝し、団体戦でも優勝を果たした[4][5]。

## 戦績
- 2006年 -　全国中学校柔道大会　団体戦　優勝
- 2008年 -　インターハイ　個人戦　5位
- 2009年 -　金鷲旗 3位

73kg級での戦績
- 2009年 -　インターハイ　個人戦　優勝　団体戦　3位
- 2009年 -　全日本ジュニア　3位(66kg級)
- 2010年 -　全日本ジュニア　優勝
- 2010年 -　学生体重別　2位
- 2010年 -　体重別団体　3位
- 2011年 -　体重別団体　3位
- 2012年 -　体重別団体　3位

66kg級での戦績
- 2013年 -　学生体重別　優勝
- 2013年 -　体重別団体　3位
- 2013年 -　講道館杯　3位
- 2013年 -　グランプリ・チェジュ 優勝
- 2014年 -　ヨーロッパオープン・オーバーヴァルト 3位
- 2014年 -　選抜体重別　2位
- 2014年 -　グランドスラム・チュメニ 2位
- 2014年 -　グランプリ・青島 3位
- 2015年 -　東アジア選手権 個人戦　優勝　団体戦　優勝
- 2015年 -　実業個人選手権　3位
- 2016年 -　実業個人選手権　3位
- 2018年 -　実業団体3部　優勝
- 2018年 - 実業個人選手権　2位
- 2018年 - 国体　優勝
- 2019年 - 国体成年男子の部　2位

(出典、JudoInside.com)。